# Паймон (Genshin Impact)
Паймон (англ. Paimon; кит. трад. 派蒙, піньїнь: Pàiméng, акад. Паймен) — персонаж з відеогри Genshin Impact, рольового бойовику в жанрі ґача, випущеної у 2020 році китайською компанією miHoYo. Вона виконує роль маскота гри, провідника гравця та офіційного символу як самої гри, так і її вебсайту. Паймон має вигляд маленької летючої феї, яка спілкується від імені гравця та навчає його ігроладу.
Сприйняття Паймон серед гравців і критиків було змішаним. Деякі гравці позитивно відгукувались про її комічні репліки, особливо тоді, коли вона насміхається з інших персонажів. Водночас її роль як навігатора та постійного коментатора викликала критику за нав'язливість. Поширеним жартом серед спільноти є називання Паймон «запасною їжею», що перетворилось на інтернет-мем. Крім того, частина фанатів висловлювала припущення щодо справжньої природи персонажа, порівнюючи її з іншими загадковими фігурами з попередніх ігор студії miHoYo.

## Етимологія
Етимологія імені Паймон веде походження з книги «Малий ключ Соломона» — розділу середньовічного гримуару «Ключ Соломона», де Паймон описується як один із королів пекла.

## Дизайн
Паймон має вигляд феєподібної істоти, що виглядає як мала дитина, яка постійно літає поряд із гравцем. Її колірна гама переважно біло-золота. На грудях персонажа розміщено символ у вигляді перевернутої трикветри, що вирізняє її серед інших мешканців світу гри, адже в інших випадках трикветра зображена в класичному, прямому положенні. Серед особливостей її вбрання — одинарна шкарпетка на одній нозі, рукави, дизайн яких нагадує статуї Архонтів — божеств світу Genshin Impact, а також шпилька у волоссі та плащ із візерунком зоряного неба. Символ трикветри є поширеним у грі, проте виключно у Паймон він повернутий вниз, що викликало фанатські теорії про її походження.
Англійською Паймон переважно говорить про себе у третій особі та має високий, дзвінкий голос. Її репліки часто включають насмішки та образливі прізвиська, якими вона називає інших персонажів, коли ті її дратують, що стало однією з характерних рис персонажа.

## Озвучування
Паймон англійською мовою до червня 2025 року озвучувала Коріна Беттґер; згодом її замінила не зазначена у титрах акторка. У японській версії її озвучує Аой Коґа, у китайській — Дуодуо Пой, а у корейській — Кім Ка-рьон.

## Реклама
Як маскот гри, Паймон широко представлена у рекламних матеріалах Genshin Impact, виступаючи піктограмою гри та зображаючись у численних колекційних фігурках. У вересні 2022 року, з нагоди другої річниці релізу, компанія miHoYo організувала акцію «Глобальна нескінченна подорож велетенської Паймон», у межах якої велика надувна фігура Паймон здійснила тур містами світу — від Сінгапура до Лондона. У Лондоні фігура пропливла річкою Темзою. Фанати, які відвідали інсталяцію, могли виграти сувеніри, а користувачі TikTok, що викладали відео про подію, мали змогу отримати внутрішньоігрові нагороди. У серпні 2021 року компанія HOBBY Watch випустила серію фігурок, де Паймон зображена в ситуаціях, пов’язаних із їжею, наприклад, згорнутою в макарони. Їжа в цих фігурках стилізована під ту, що доступна для приготування у грі.

## Сприйняття
Паймон викликала змішану реакцію як у критиків, так і в гравців. Джеймс Девенпорт із PC Gamer різко розкритикував роль Паймон як гіда, назвавши її прикладом «провальної традиції», яка не доречна в «пост-Ocarina of Time світі», де гравці вже не потребують очевидних пояснень. Йому також не сподобались високий голос персонажа та звертання до себе у третій особі. Сиси Цзян із Kotaku поділилася подібними враженнями, зазначивши, що саме через манеру мовлення Паймон вона надала перевагу китайській озвучці гри. Її колега Нейтан Ґрейсон висловив суперечливу думку: він позитивно оцінив саркастичні репліки Паймон у пізніших етапах гри, проте вважав її дратівливою на початку, назвавши її «ще гіршою версією Наві» з Ocarina of Time. Він підсумував, що Паймон «до божевілля дратівлива», проте з часом до неї можна «звикнути». Остін Кінґ із Screen Rant також порівнював Паймон із Наві, схвально відгукнувшись про її гумор і зазначивши, що вона стала «найбільш пам’ятним персонажем гри, хоча й не обов’язково з хороших причин». Автор видання Play писав, що після кількох годин гри він уже «не міг уявити подорож із кимось іншим». У подкасті Waypoint співробітники захищали Паймон, назвавши її жарти з гравцем «дуже веселими», а ідею говорити замість гравця — «вдалою та кмітливою». Один з учасників жартома зауважив, що Паймон ділить ім’я з персонажем фільму «Спадковість» та з демоном з «Малого ключа Соломона», тож вона може бути прихованим злом і фінальним босом гри.